# نیایشگاه

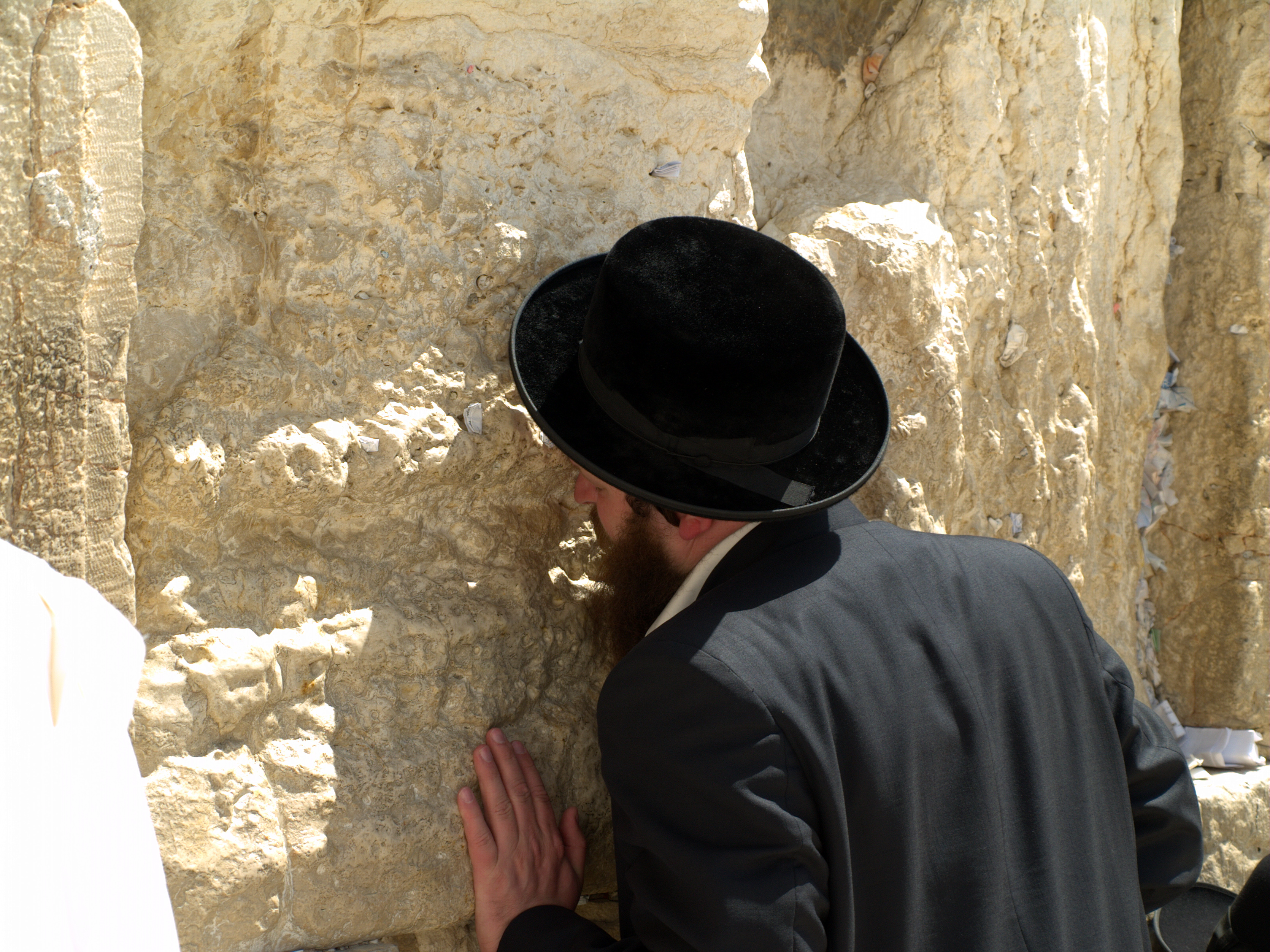
بوسیدن دیواره یک نیایشگاه توسط مردم عادی

نیایشگاه جایگاهی برای نیایش، گردهم‌آیی و پرستش در آئین خداباوران است.

## ریشه واژه
در زبان عربی به پرستش‌گاه، «معبد» (جمع مکسر عربی معابد) می‌گویند که از ریشه «عبد» و «عبادت» است. واژه هم‌سنگ برای «عبادت» در زبان پارسی واژه «پرستش» است که هنگامی که بخواهد جایگاهی را نشان دهد با «گاه» هم‌راه می‌شود و «پرستش‌گاه» را نتیجه می‌دهد.

## آیین مهر
مهرابه به پرستش‌گاه‌های مهرپرستان گفته می‌شود. «میترائیسم» در دوران پیش از زرتشت بنیان نهاده شده‌بود.

## زرتشتیان
آتش‌کده نیایش‌گاه و محل گردهم‌آیی زرتشتیان است. در آتش‌کده، «آتش» عنصری مقدس است و هم‌واره نیایش‌های دینی در برابر آن انجام می‌گیرد.

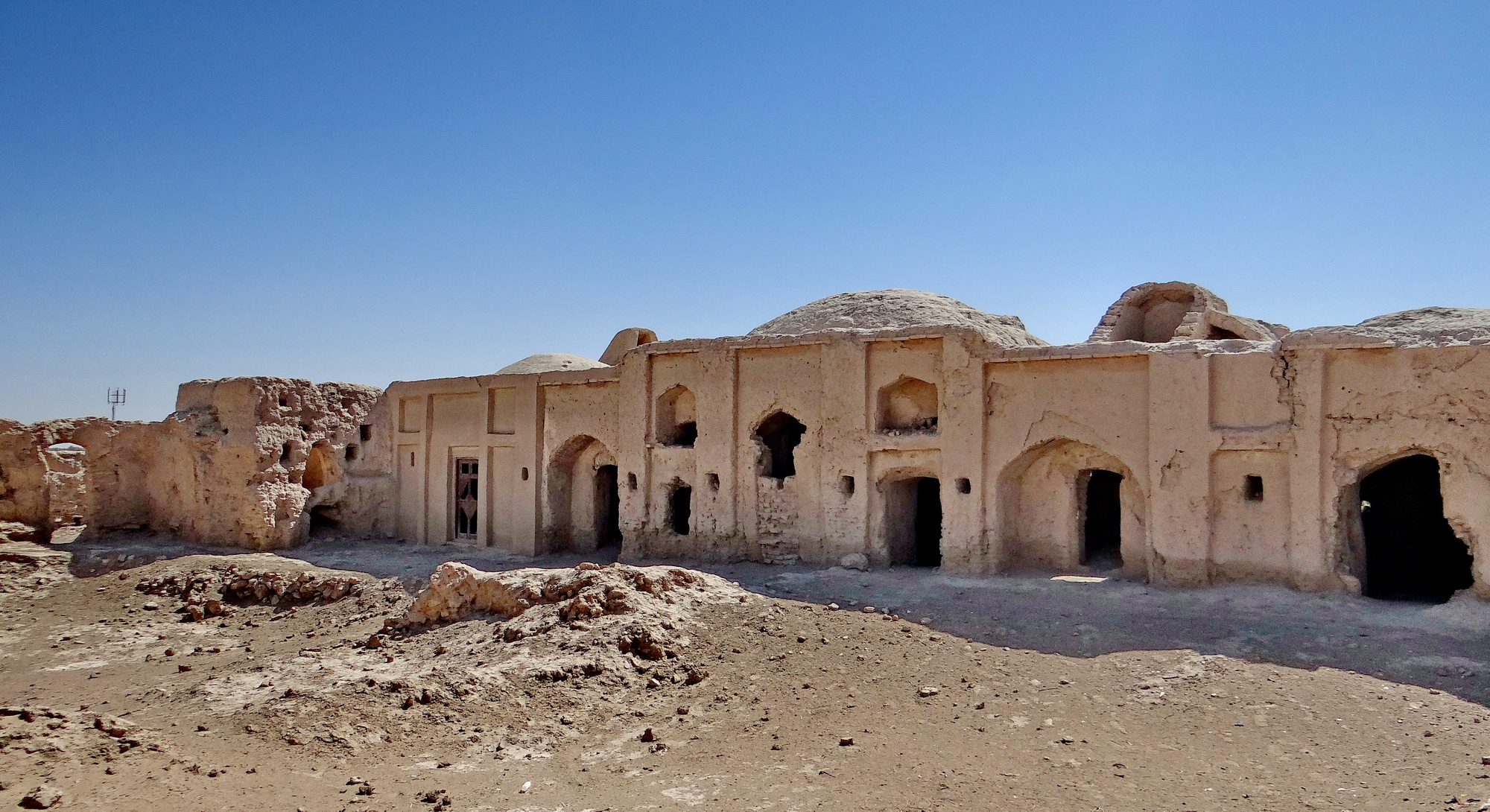
بقایای آتشکده کرکویه در سیستان.

## یهودیت
کنیسه نیایش‌گاه و محل گردهم‌آیی یهودیان است.

## مسیحیت
کلیسا نیایش‌گاه و محل گردهم‌آیی مسیحیان است.

## اسلام
مسجد نیایش‌گاه و محل گردهم‌آیی مسلمانان است.
در ایران، حکومت جمهوری اسلامی به اعضای اقلیت اهل سنت ایران، اجازه داشتن مساجد در «شهرهای بزرگ»، برای انجام مراسم مذهبی و نمازهای جمعه و اعیاد مذهبی را نمی‌دهد.
هم‌چنین در عربستان سعودی ساخت هرگونه عبادت‌گاهی به غیر از مسجد ممنوع است.

## بهائیت
بهاءالله بنیانگذار دین بهائی به پیروانش دستور می‌دهد که در هر شهری ساختمانی به بهترین صورت ممکن به نام خداوند ساخته شود و در آن به ذکر پروردگار پردازند. به این بناها «مشرق‌الاذکار» گفته می‌شود.

## آئین هندو
مندیر (به هندی: मन्दिर)، نیایش‌گاه و محل گردهم‌آیی باورمندان به آئین هندو است.

## بوداگرایی
ویهارا یا معابد بودایی، نیایش‌گاه و محل گردهم‌آیی باورمندان به آئین بودیسم است.